# Propriété de Latinka Ivanović à Bašin
La propriété de Latinka Ivanović à Bašin (en serbe cyrillique : Окућница Латинке Ивановић у Башину ; en serbe latin : Okućnica Latinke Ivanović u Bašinu) se trouve à Bašin, dans la municipalité de Smederevska Palanka et dans le district de Podunavlje, en Serbie. Elle est inscrite sur la liste des monuments culturels protégés de la République de Serbie (identifiant no SK 2022),,,.

## Présentation
La propriété est située dans la partie de Bašin appelée « Gornji kraj ». Elle a été formée autour d'une vaste cour avec un verger et représente un rare exemple de domaine rural complètement préservé de la région de la Šumadija (Choumadie)  remontant à la seconde moitié du XIXe siècle. Elle est constituée de plusieurs bâtiments : une maison (kuća), un vajat, un séchoir à maïs (koš) et une magaza (sorte de grenier) avec une cave.
- La maison a été construite en 1886, comme l'indique une inscription sur la façade est. De plan rectangulaire, elle est a été construite selon la technique des colombages avec un remplissage composite de boue ; les fondations sont en pierres brutes. Les murs sont enduits de mortier et blanchis à la chaux. Le toit à quatre pans est recouvert de tuiles[2]. À l'intérieur, l'espace est divisé en quatre parties : la « kuća », c'est-à-dire la « maison » proprement dite, une pièce pour les hôtes et deux chambres à coucher[2].

- Près de la maison se trouve un vajat qui servait de chambre pour une famille de la ferme. De base carrée, il est constitué de planches en chêne renforcées par des piliers en bois dans les angles. Le toit à quatre pans est recouvert de tuiles. À l'intérieur, le vajat est formé d'un espace unique en rez-de-chaussée avec un sol en terre[2].

- Au nord-est de la maison se trouve le séchoir à maïs avec son porche. il est porté par cinq piliers qui l'élèvent au-dessus du sol. Il est constitué de poutres clouées aux piliers angulaires en bois. Au niveau du porche en bois, cinq piliers profilés reposent sur des fondations en pierres massives. Le toit à quatre pans est recouvert de tuiles[2].

- À quelques mètres du séchoir se trouve le grenier (magaza) avec une cave et un porche. Ce bâtiment de forme carrée est bâti avec des planches en chêne. La cave est construite en briques. Sous le porche soutenu par quatre piliers massifs, un escalier mène à la cave. Le toit à quatre pans est recouvert de tuiles[2].